# Nina Svobodová
Nina Svobodová, rodným jménem Antonie Malvína Svobodová (16. června 1902 Praha – 4. září 1988 Praha) byla česká spisovatelka katolické orientace, představitelka Československé strany lidové a politická vězeňkyně souzená v 50. letech 20. století v politickém monstrprocesu Kolín, Weiland a spol. Za komunistického režimu byla šestnáct let vězněná a stala se tak nejdéle vězněnou ženou z politických procesů v Československu.

## Životopis

### Do roku 1949
Byla dcerou pražského veterinárního lékaře, potomka zemanského rodu z Černé Hory u Blanska. Vystudovala obchodní akademii, na které maturovala roku 1920. Do roku 1924 pracovala jako úřednice v bankovních a obchodních společnostech (nejprve jako korespondentka v pražské Živnostenské bance, poté ve Společnosti pro vývoz cukru). Vzhledem k tomu, že mluvila plynně italsky a francouzsky, pracovala od roku 1924 jako překladatelka a cizojazyčná korespondentka v pražské Obchodní komoře. Během zaměstnání složila státní učitelské zkoušky z angličtiny, francouzštiny a italštiny; měla též znalosti němčiny a latiny.
Od roku 1925 psala do Lidových novin, Katolické ženy a Šťastné rodiny a v roce 1933 byla vydána v nakladatelství Akademie věd její první kniha Duše fresek.
Angažovala se v katolických a lidoveckých organizacích – Česká kulturní jednota, Svaz katolických žen, v roce 1931 vstoupila i do Československé strany lidové, byla také členkou Syndikátu českých spisovatelů, Moravského kola spisovatelů v Brně a Lidové akademie.
Více se však začala politicky angažovat až po druhé světové válce. Od roku 1945 byla za lidovce poslankyní Zemského českého národního výboru, v letech 1946–1948 byla místopředsedkyní krajského výboru Velké Prahy (zastupitelstva). V únoru 1948 ji z politických důvodů vyhodili z Obchodní komory, ale našla si místo v ústředí České katolické charity a byla též redaktorkou časopisu Charita.

### Vězení – amnestie – vězení
Zatčena byla 23. prosince 1949 ve svém bytě, ve kterém žila spolu se svou sestrou Aloisií. Následně byla převezena do liberecké vazební věznice, kde byla obviněna z trestného činu velezrady a zařazena do jedné z větví procesu s Miladou Horákovou. Jako jediná ze skupiny nebyla obviněna z vyzvědačství. Konkrétně byla obviněna z toho, že se spojila s Bedřichem Hostičkou, kterému údajně pomohla navázat spolupráci s Jaroslavem Kolínem.
Den před soudním líčením byla konfrontována s Růženou Koškovou-Krásnou. Obě ženy byly přivedeny příslušníky StB do místnosti, kde jim bylo sděleno, že budou odsouzeny k trestu smrti. Nakonec byla odsouzena k trestu odnětí svobody na 15 let. Navíc jí byl uložen peněžní trest ve výši 30 000 Kčs a došlo ke konfiskaci celého jejího majetku. Také ztratila čestná práva občanská na dobu 10 let.
Antonie Svobodová si celý výkon trestu odpykávala v ženské věznici v Pardubicích. Propuštěna byla na amnestii prezidenta republiky dne 9. května 1960. Byl jí prominut zbytek trestu 4 roky 7 měsíců a 14 dnů. Také jí byla odpuštěna ztráta čestných občanských práv.

### Druhý soud
K druhému zatčení Antonie Svobodové došlo rok po jejím propuštění 5. června 1961. Byla provedena domovní prohlídka, při níž byl nalezen členský průkaz strany lidové na jméno Antonie Svobodová, dále dopisy, fotografie a různé písemnosti. Následně byla převezena do věznice v Ruzyni, kde byla během 14 dní celkem 14krát vyslýchána kapitánem Josefem Vavříkem. Při výslechu se přiznala, že udržovala styk s amnestovanými vězeňkyněmi. 
Antonie Svobodová byla obviněna z trestného činu podvracení republiky a odsouzena v tzv. Procesu s Křesťansko-demokratickou stranou (Cuhrova skupina) za údajnou přípravu ilegální křesťanskodemokratické strany na dva a půl roku. Konkrétně byla viněna z toho, že se po svém propuštění obklopila „reakčně zaměřenými osobami“ jako Ludmilou Tučnou, Helenou Kučerovou a Miladou Rumerskircherovou, se kterými se prý vzájemně utvrzovaly v protistátním smýšlení. Čestná práva občanská jí byla odebrána na dobu 5 let. Protože propuštění na amnestii v roce 1960 bylo podmínečné, bylo jí uloženo i dosloužení zbytku trestu z roku 1950 v trvání 4 roky a 7 měsíců. Celý trest činil 8 let.
Prvních pět let si odpykala ve věznici v Pardubicích. Roku 1962 podala žádost o amnestii prezidenta republiky. Předseda senátu Krajského soudu v Praze František Veselý její žádost ale zamítl. V roce 1965 byla převezena do Ostrova nad Ohří, kde zůstala až do svého propuštění. Propuštěna nebyla ani ze zdravotních důvodů, přestože v roce 1966 prodělala mozkovou mrtvici a vrátila se jí růže na obou nohách.

### Závěr života
Podmínečně propuštěna z výkonu trestu byla až 6. července 1967 rozhodnutím předsedy senátu Okresního soudu v Karlových Varech Vojtěcha Krause. Zkušební doba byla určena na dva roky.
Po propuštění na svobodu se vrátila ke své literární činnosti. Od roku 1968 mohla znovu publikovat v lidoveckém tisku, zejména v Katolických novinách a Naší rodině. Roku 1971 nakladatelství Vyšehrad vydalo její román Dům u Božího oka. Rehabilitována byla v roce 1974, ale vydat další díly Domu u Božího oka (Martinovská rychta, Podskalská romance) se jí už nepodařilo. 
Zemřela v osamění a zapomnění roku 1988.

## Dílo
Ve 20. letech začala publikovat, do literárních časopisů psala básně i recenze, později začala vydávat prózu (Duše fresek, 1933) a divadelní hry. Občas publikovala pod pseudonymy Klára Šeráková nebo M. Skálová.
Za války vydala svůj nejoceňovanější román – Světelný mrak (1943), který vyprávěl příběh malíře a sochaře Andrea da Cione. Svobodová byla totiž velkou milovnicí italské kultury, zejména středověké, věnovala jí i odborné práce – v roce 1935 například studii Andělský malíř Fra Giovanni Angelico z Fiesole. Po válce vstoupila do olomoucké Družiny literární a umělecké a brněnského Moravského kola spisovatelů.
V roce 1971 vydala svou poslední knihu ''Dům u Božího oka''.

## Ocenění
Ke 100 výročí jejího narození byla v Praze uspořádána výstava.